# Melodi Grand Prix 1996
El XXXV Melodi Grand Prix tuvo lugar el 30 de marzo de 1996 en los estudios de Marienlyst, dirigido por Alf Tande-Petersen. 
Se presentaron 400 candidaturas para representar a Noruega en el Festival de la Canción de Eurovisión 1996, donde los noruegos eran los anfitriones tras la victoria de Secret Garden, ganadores del Melodi Grand Prix 1995, en la anterior edición del festival. Un jurado secreto eligió las 8 canciones que participarían en el concurso. El principal favorito fue nuevamente Jahn Teigen, junto con Elisabeth Andreassen, Geir Rönning, Mia Gundersen y Rune Rudberg.
Elisabeth Andreassen ganó en la final con 88 puntos, y en el Festival de la Canción de Eurovisión 1996 celebrado en el Oslo Spektrum quedó en segunda posición.

## Resultados
| N.º | Canción                  | Artista                                 | Puntos | Posición |
| --- | ------------------------ | --------------------------------------- | ------ | -------- |
| 1   | Når hjertet står i brann | Scandinavia                             | 12     | 8        |
| 2   | Din smittende glede      | Arnold B Family                         | 29     | 6        |
| 3   | I evighet                | Elisabeth Andreassen                    | 88     | 1        |
| 4   | Jennina                  | Stephen Ackles                          | 32     | 5        |
| 5   | Tenn Lys                 | Mia Gundersen                           | 28     | 7        |
| 6   | Frieri                   | Helga Hatløy Hagen & Marie Hatløy Osdal | 56     | 2        |
| 7   | Uten de                  | Geir Rönning                            | 56     | 2        |
| 8   | Ariel                    | To Tenorer                              | 39     | 4        |

- Datos: Q4575164